# Isabel Saludes
Isabel Saludes (Alforja, 1946) és una artista de les comarques de Tarragona. Ha fet exposicions a l'Estat Espanyol i també a Alemanya, Japó, Portugal, França i Suïssa.

## Biografia
Als vint-i-un anys contrau matrimoni i es trasllada a viure a Barcelona. Té dos fills, i quan aquests ja estan en edat escolar, decideix matricular-se a l'Escola de Belles Arts a Barcelona. Començar a participar en mostres col·lectives; és el pas inicial i necessari per a la majoria d'artistes. Paral·lelament i durant quinze anys és la responsable de la secció d'art de la revista Serra d'Or i escriu dos llibres dedicats a l'ensenyança de l'art: Creativitat i art contemporani (1985) i Dels impressionistes a l'Op Art. La pintura Contemporània (1987). També és membre de l'Associació Internacional de Crítics d'Art. La primera exposició de pes que fa a la seva trajectòria és la que fa al marc de 1986. És la seva primera mostra a Barcelona, concretament a la Galeria Matisse i exposa obres sobre paper. A començaments de 1987 exposa a la Sala del Centre de Lectura de Reus, la primera vegada que ho fa a la capital del Baix Camp. Abans d'aquesta mostra l'artista és seleccionada al darrer Saló d'Artistes del Baix Camp. A Tarragona fa la seva primera mostra comissariada per Assumpta Rosés, “Sediments Formals, Pintura i Escultura” en la qual es presenta conjuntament amb Joan Casals, Albert Macaya i Joan Valle.
L'any 1992, en el marc de l'Olimpíada Cultural, tretze galeries associades a Art Barcelona obren les seves exposicions de forma simultània amb la intenció de mostrar una panoràmica de l'art català contemporani, poc després comença el procés d'internacionalització de la seva obra amb una triple exposició l'any 1994 al Japó, concretament a Tòquio, Kyoto i Kitakyushu. Posteriorment amplia el seu radi a Alemanya, França, Portugal i Suïssa. En l'exposició que fa a la Galeria Eude, Barcelona el 1995 reflexiona sobre les coses senzilles, sobre la filosofia zen com bé va apuntar Francesc Miralles.
Cap a l'any 2000 en una exposició a la Galeria Aritza de Bilbao l'artista mostra un conjunt d'obres en les quals una fruita com el codony és el motiu que domina, però no és el motiu principal. D'altra banda va presentar “El so és secret” (2012), a la Galeria Artloft de Reus, presenta les pintures acompanyades per un recull dels seus poemes. D'alguna manera, evidència una altra de les seves facetes, la poesia, que apareixen com una continuació dels títols-frases que acompanyen les seves obres.

## Obra
El seu referent pictòric en els primers anys a l'escola de Belles Arts és Nicolas de Staël, encara que també, Hernández Pijoan, el seu professor. En l'exposició que dur a terme per primera vegada al Baix Camp, utilitza acrílics i pigment sobre lli, que li possibilita treballar amb formats més grans. La seva pintura neix públicament a la dècada dels vuitanta, període en què es produeix una gran eclosió en el món de l'art en general. Són uns anys molt eclèctics en els quals la figuració té una gran embranzida, però també l'abstracció troba el seu lloc, perquè són els anys del ressorgiment de la pintura davant del que havien estat els nous suports, o el que es coneix com a desmaterialització de l'objecte artístic dels anys seixanta i setanta. Per tant, l'obra d'Isabel Saludes, en la qual els procediments netament pictòrics són essencials, arriba en un moment propici. En els seus quadres sempre existeixen referents a elements reals, per bé que gradualment aquests elements guanyen una major presència en les seves pintures, però sempre descontextualitzats. Pel que fa als colors, n'utilitza una gamma reduïda amb preeminències de blau, groc, vermell, blanc i gris.

### Exposicions
- L'any 1986: exposa a la Galeria Matisse, Barcelona.
- L'any 1987: exposa a la Sala del Centre de Lectura de Reus
- L'any 1994: triple exposició al Japó
- L'any 1995: exposició a la Galeria Eude, Barcelona
- L'any 2000: exposició a la Galeria Aritza de Bilbao